# ورد كبير الأوراق
ورد كبير الأوراق (الاسم العلمي:Rosa macrophylla) هو نوع من النباتات يتبع جنس الورد من الفصيلة الوردية.